# Coprosma
Coprosma ist eine Pflanzengattung in der Familie der Rötegewächse (Rubiaceae). Die 90 bis 110 Arten kommen in Südostasien, Australien sowie auf einigen pazifischen Inseln vor.

## Beschreibung

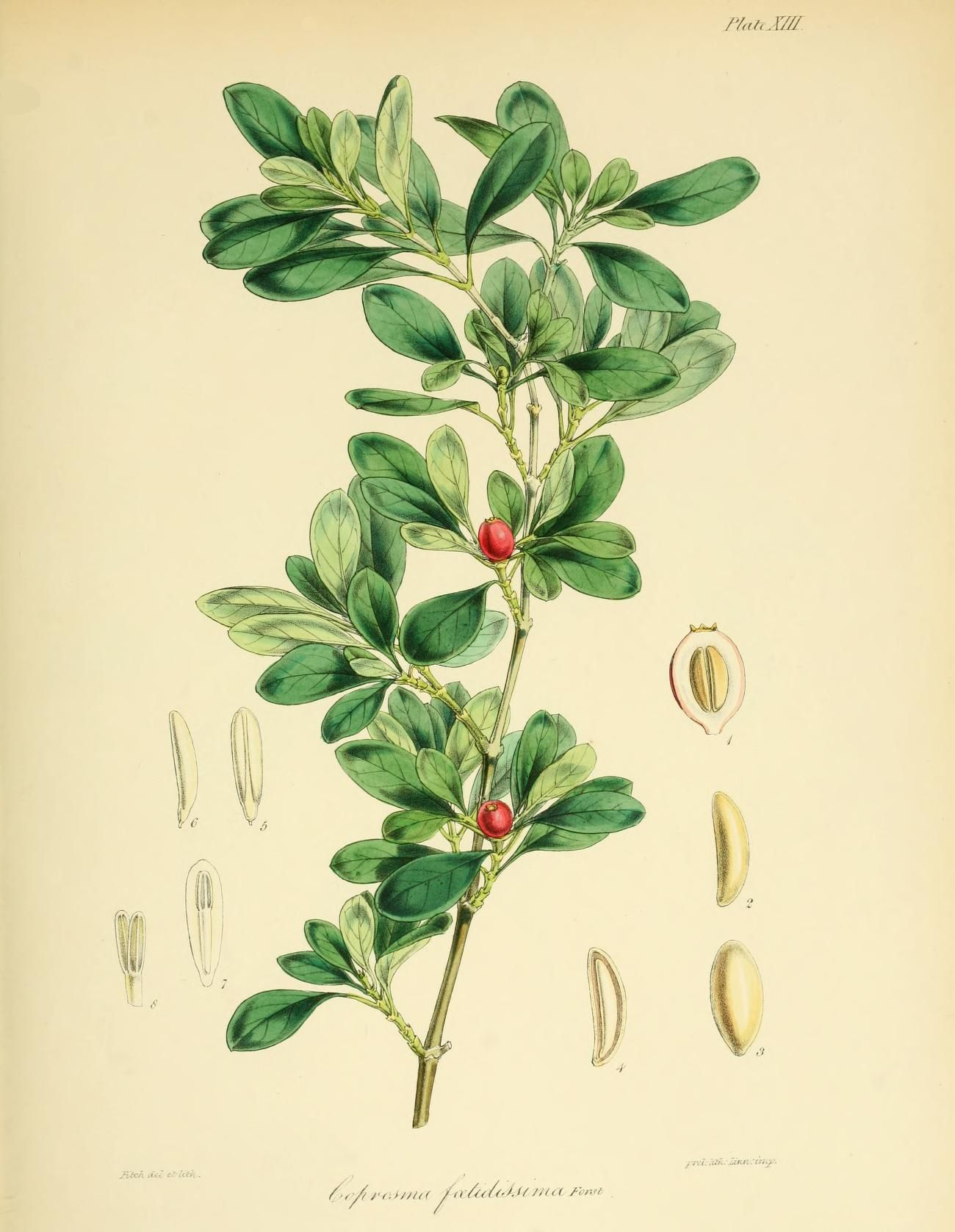
Illustration von Coprosma foetidissima

### Vegetative Merkmale
Die Coprosma-Arten wachsen als kriechende oder aufrechte, vielfach verzweigte Sträucher, seltener auch als Bäume. Die Strauchformen können an den Knoten Wurzeln ausbilden. Viele Arten verströmen einen unangenehmen Geruch, wenn sie verletzt werden.
Die gegenständig oder selten auch wechselständig an den Zweigen angeordneten Laubblätter sind bei den meisten Arten in Blattstiel und Blattspreite gegliedert. Bei einigen Arten fehlt der Blattstiel jedoch. Die Blattspreiten sind einfach und haben ganzrandige Spreitenränder. Die interpetiolaren Nebenblätter ähneln den Laubblättern und können miteinander verwachsen sein. Sie haben ganzrandige oder gezähnte Blattränder mit zahnartigen Anhängseln.

### Generative Merkmale
Die Coprosma-Arten können zweihäusig (diözisch), selten auch einhäusig (monözisch) getrenntgeschlechtig oder polygamomonözisch sein. Die Blüten stehen einzeln in den Blattachseln oder stehen in seitenständigen, zymösen Blütenständen zusammen.
Die meist eingeschlechtigen Blüten sind radiärsymmetrisch mit doppelter Blütenhülle. Der Kelch endet in vier oder fünf, gelegentlich auch bis zu zehn Kelchzähnen und ist in männlichen Blüten meist reduziert oder fehlt ganz. Die Kronblätter sind trichter- oder glockenförmig miteinander verwachsenen und die die Krone endet in vier oder fünf, gelegentlich auch bis zu zehn Kronlappen. Die meist vier oder fünf, seltener auch bis zu zehn Staubblätter sind am Grund der Kronröhre inseriert. Die langen Staubfäden sind aufrecht oder hängend. Zwei bis vier Fruchtblätter sind zu einem Fruchtknoten verwachsen, wobei jedes der Fruchtblätter eine Samenanlage aufweist. Der zwei- bis vierfach gelappte Griffel ist fast bis zu seiner Basis geteilt. Die längliche Narbe ist fein behaart.
Die saftigen Steinfrüchte sind ei- bis kugelförmig. Sie haben zwei bis vier Steinkerne, welche jeweils einen einzelnen Samen beherbergen.

## Verbreitung
Das Verbreitungsgebiet der Coprosma-Arten erstreckt sich von Indonesien und Borneo über Australien, Neuguinea, Neuseeland, der Lord-Howe-Insel, den Kermadecinseln und der Norfolkinsel über Französisch-Polynesien, dem Pitcairninseln bis nach Hawaii und den Juan-Fernández-Inseln. Neuseeland, Neuguinea, Australien und Hawaii stellen die Verbreitungsschwerpunkte der Gattung Coprosma dar, da dort eine große Artenvielfalt vorherrscht.

## Systematik

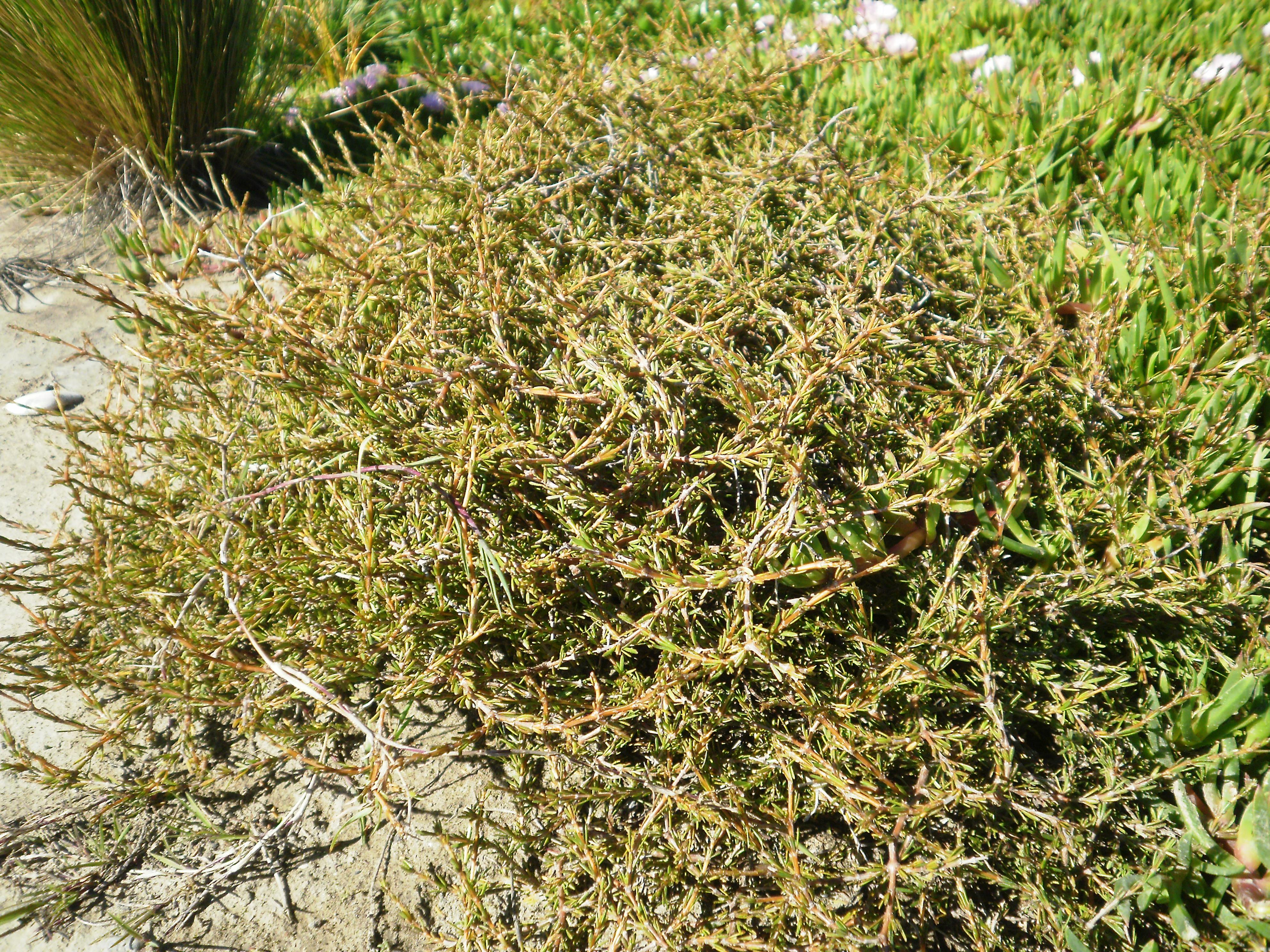
Coprosma acerosa

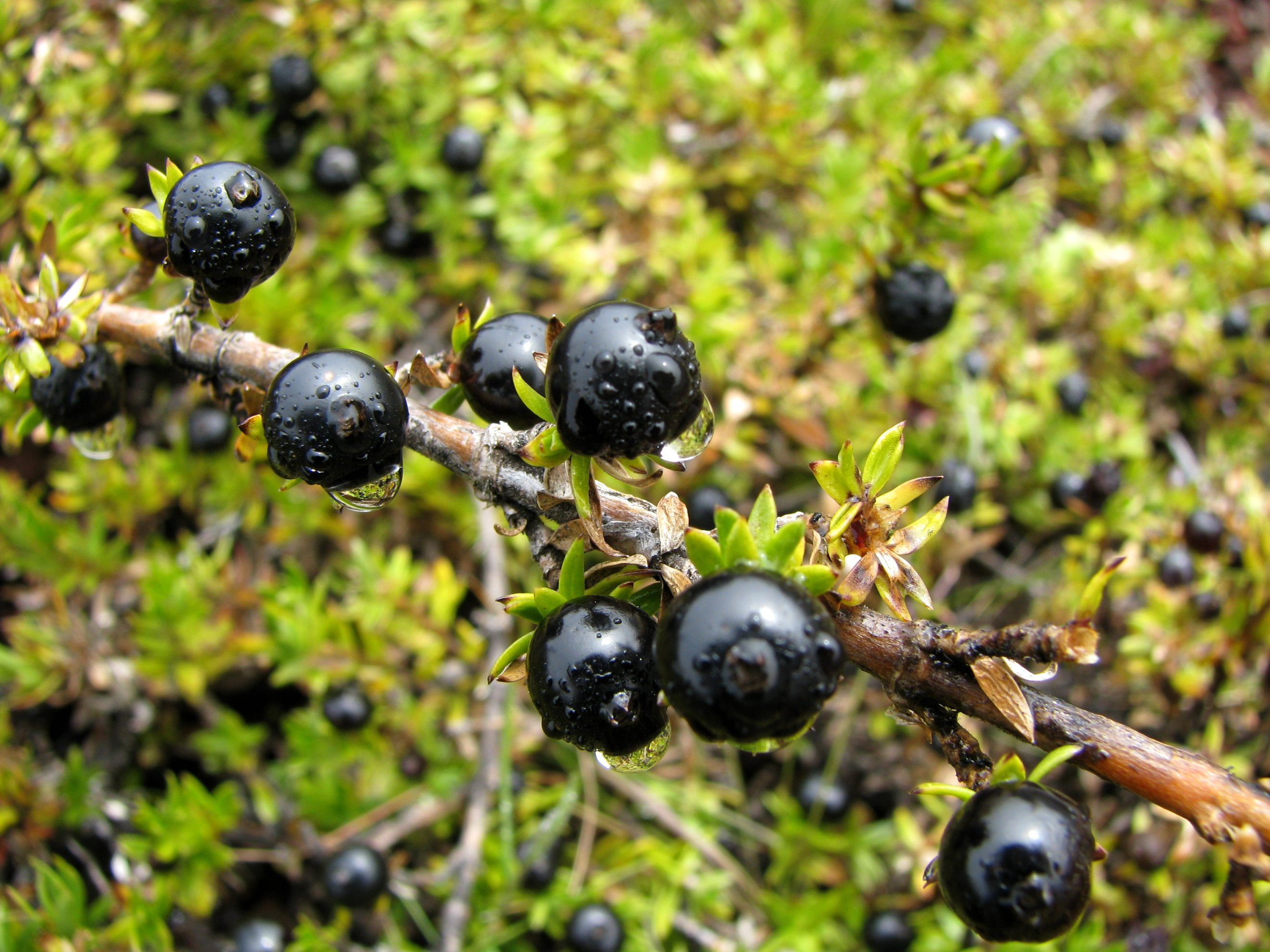
Reife Früchte von Coprosma ernodeoides

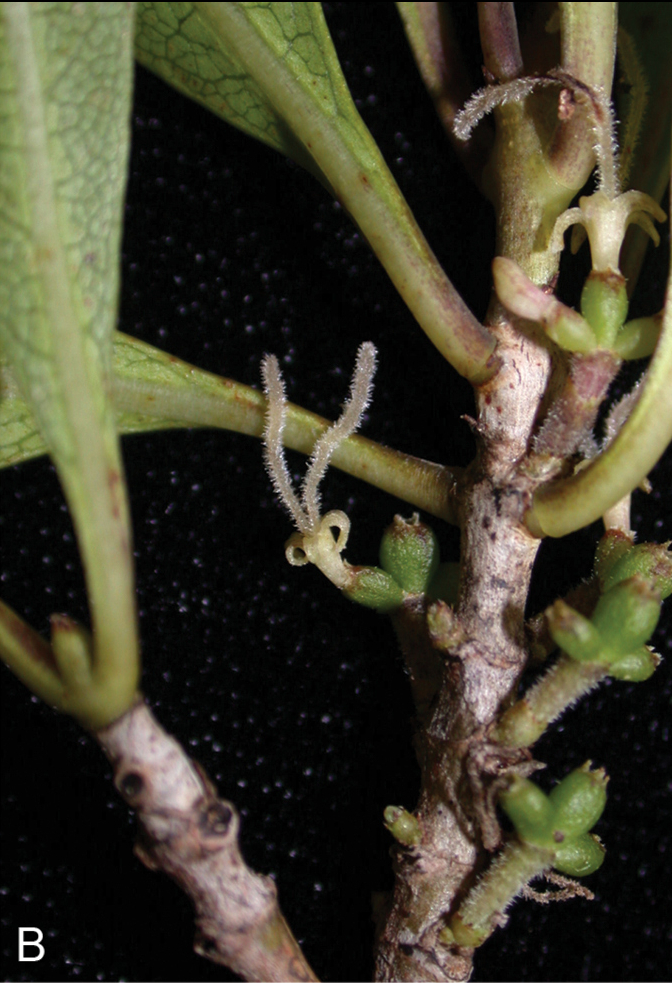
Coprosma fatuhivaensis

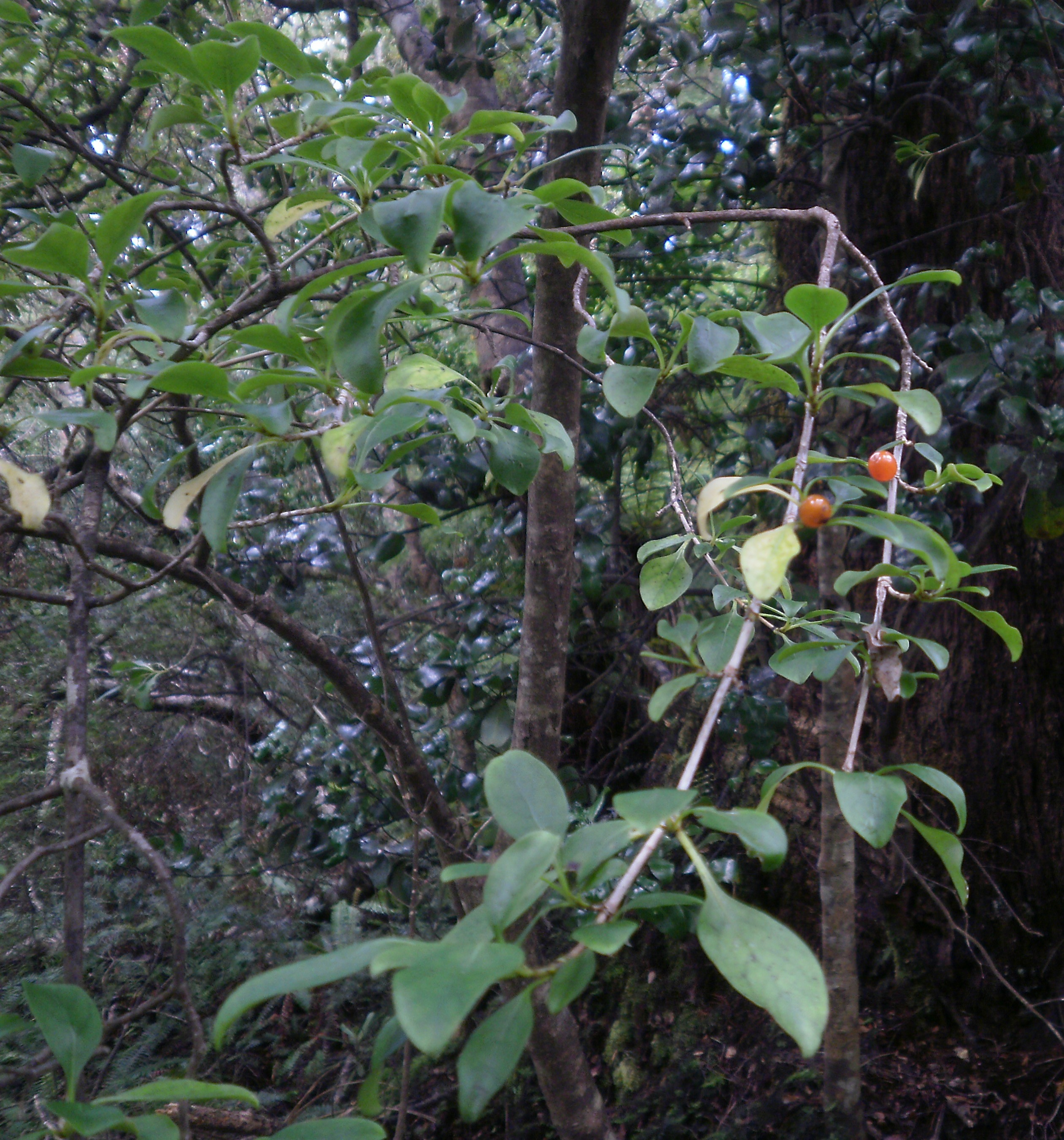
Coprosma foetidissima

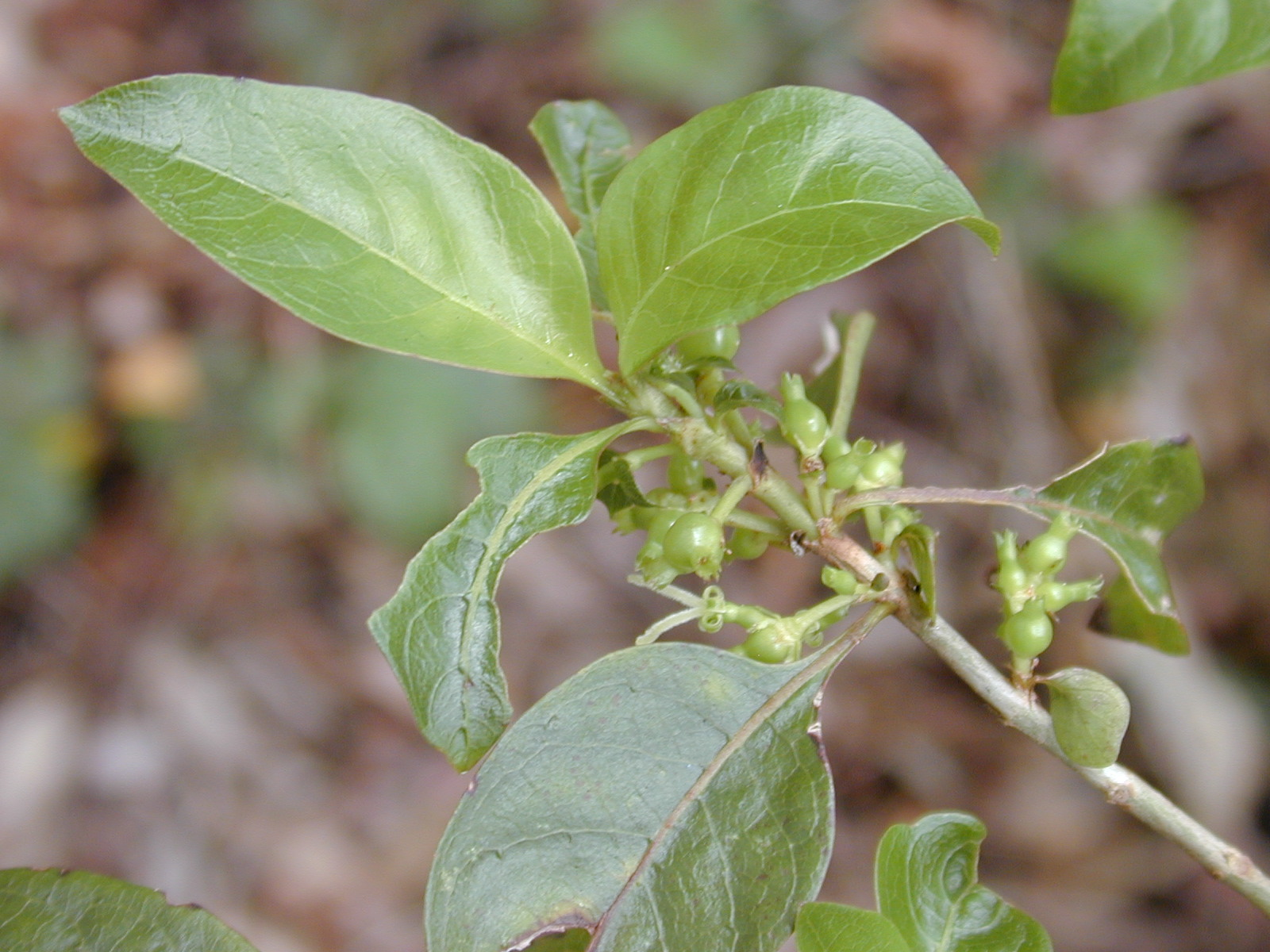
Coprosma foliosa

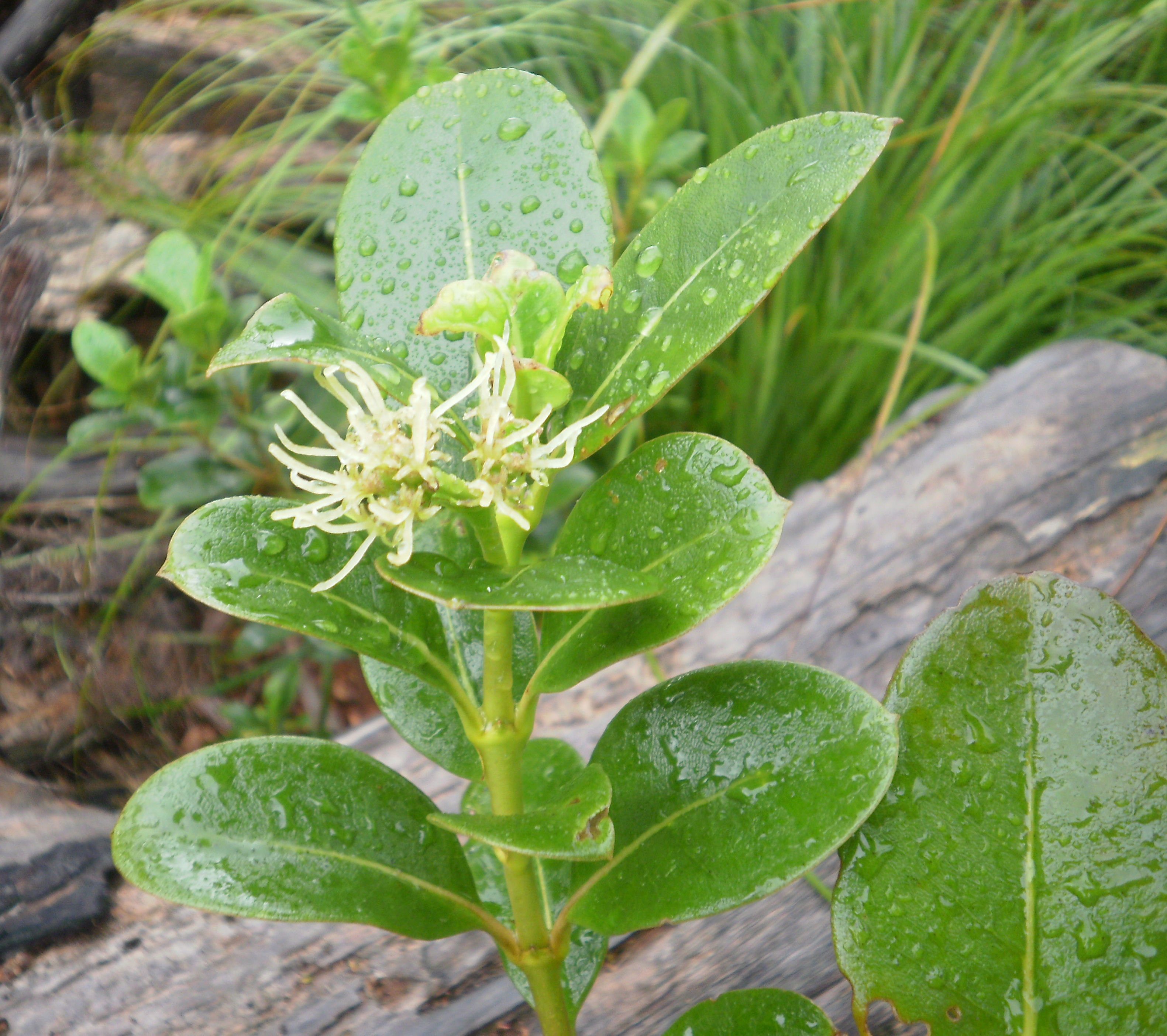
Coprosma lucida

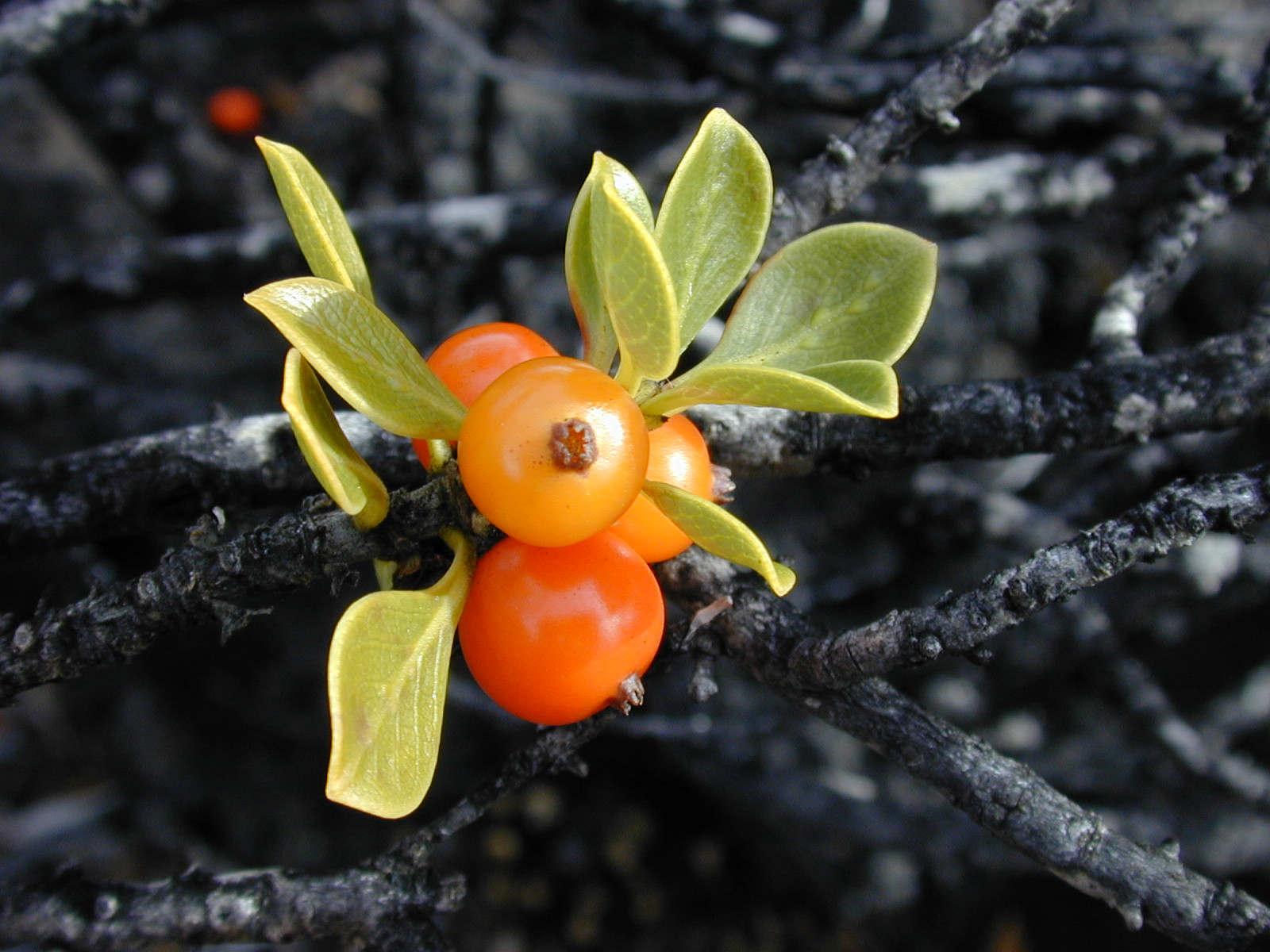
Reife Früchte von Coprosma montana

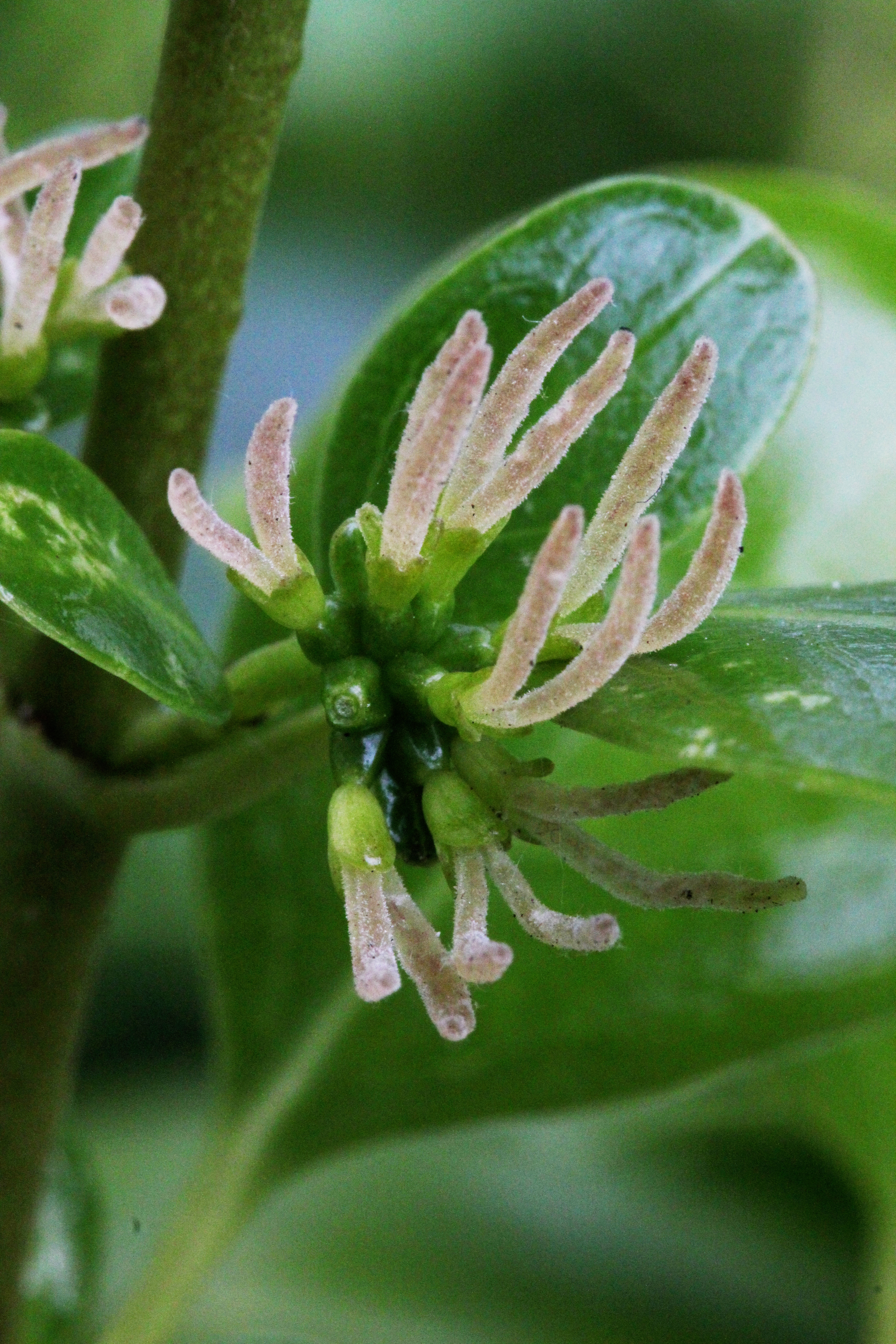
Coprosma repens

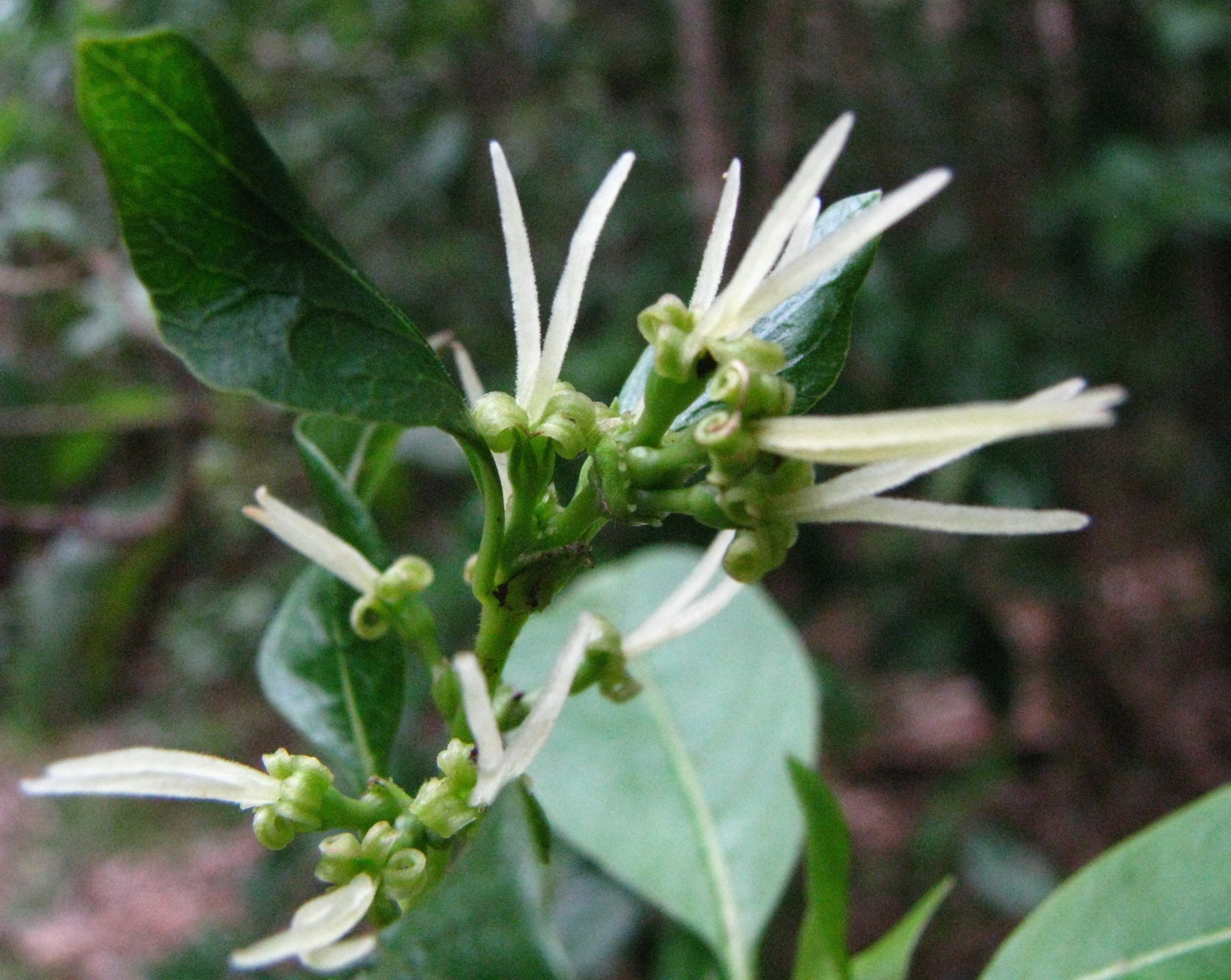
Coprosma rhynchocarpa

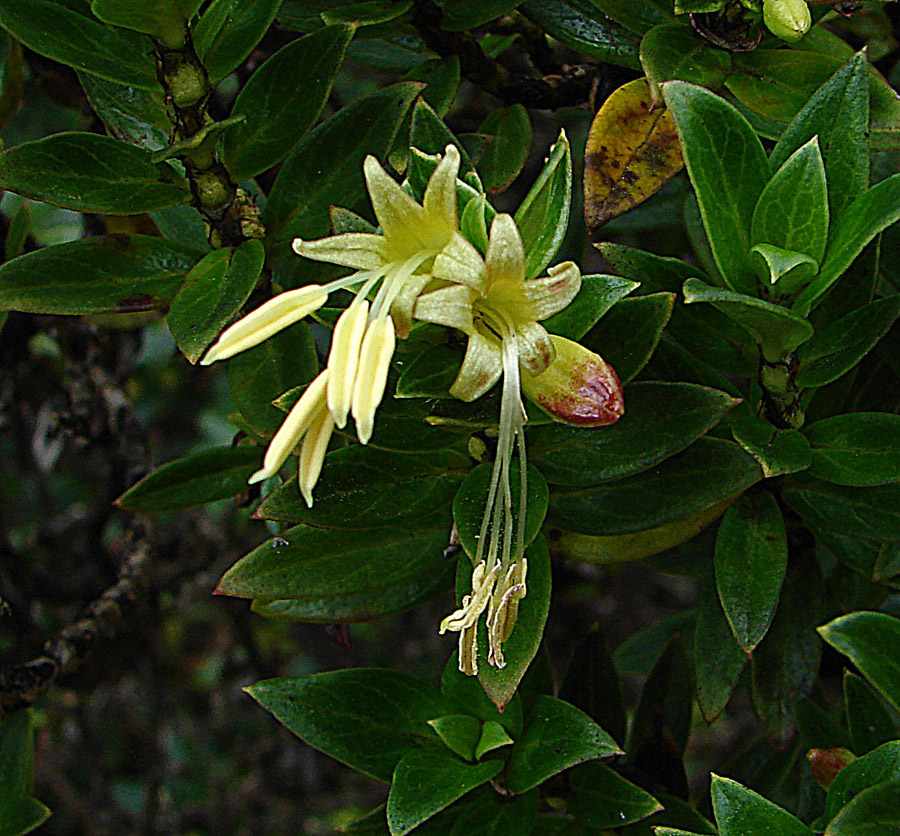
Coprosma sundana

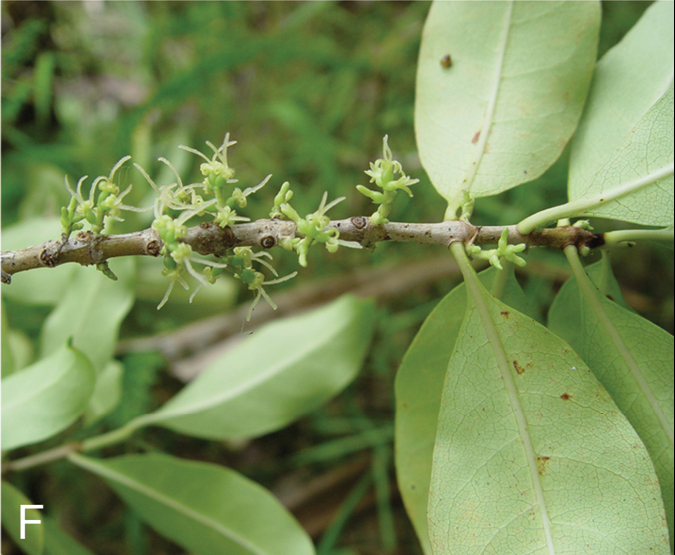
Coprosma temetiuensis

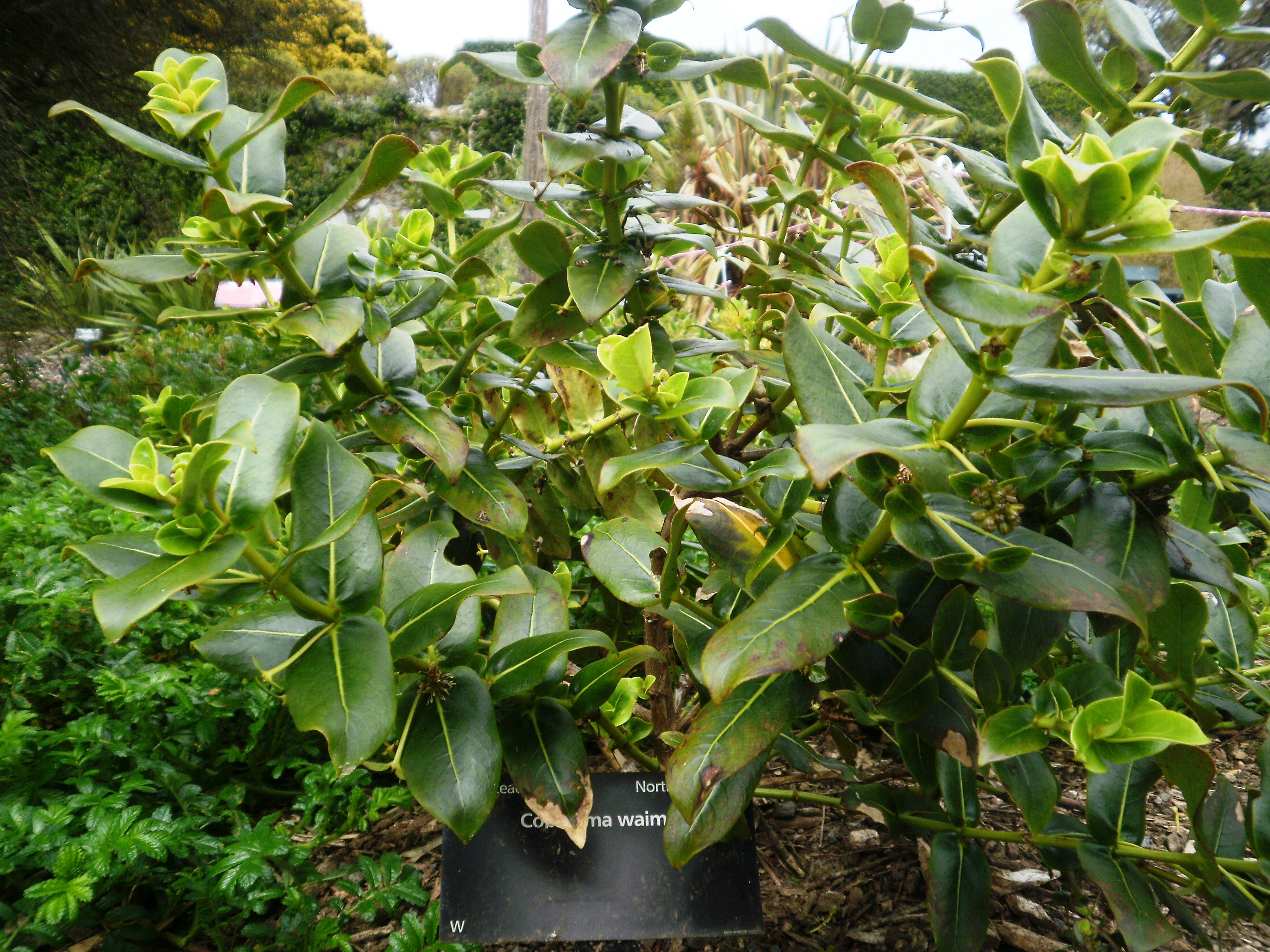
Coprosma waima

Die Gattung Coprosma wurde im Jahr 1775 durch Johann Reinhold Forster und Georg Forster in Characteres Generum Plantarum, Band 1, Seite 69 aufgestellt. Die Typusart ist Coprosma foetidissima J.R.Forst. & G.Forst. Synonyme für Coprosma J.R.Forst. & G.Forst sind: Caprosma G.Don, Eurynome DC., Marquisia A.Rich. ex DC. sowie Pelaphia Banks & Sol. ex A.Cunn. 2011 erfolgte durch Wagner et al. eine Revision der Gattung Coprosma.
Die Gattung Coprosma gehört zur Tribus Anthospermeae in der Unterfamilie Rubioideae innerhalb der Familie der Rubiaceae.
Es gibt 90 bis 110 oder 111 Coprosma-Arten. Hier mit Angabe der Heimatgebiete:
- Coprosma acerosa A.Cunn.: Neuseeland und Chathaminseln.[4]
- Coprosma acutifolia Hook. f.: Kermadecinseln[4]
- Coprosma arborea Kirk: Nordinsel von Neuseeland.[4]
- Coprosma archboldiana Merr. & L.M.Perry: Westliches und zentrales Neuguinea.[4]
- Coprosma ×arcuata Colenso (= Coprosma propinqua × Coprosma robusta): Nordinsel von Neuseeland.[4]
- Coprosma areolata Cheeseman: Neuseeland (inkl. Stewart Island).[4]
- Coprosma atropurpurea (Cockayne & Allan) L.B.Moore: Südinsel von Neuseeland.[4]
- Coprosma barbata Utteridge: Neuguinea.[4]
- Coprosma baueri Endl.: Norfolkinsel (inkl. Phillip Island).[4]
- Coprosma benefica W.R.B.Oliv.: Pitcairninseln.[4]
- Coprosma bougainvilleensis Gideon: Salomonen.[4]
- Coprosma brassii Merr. & L.M.Perry: Neuguinea.[4]
- Coprosma ×buchananii Kirk (= Coprosma crassifolia × Coprosma robusta): Südlicher Teil der Nordinsel von Neuseeland.[4]
- Coprosma chathamica Cockayne: Chathaminseln.[4]
- Coprosma cheesemanii W.R.B.Oliv.: Neuseeland.[4]
- Coprosma ciliata Hook. f.: Neuseeland und Antipoden-Inseln.[4]
- Coprosma colensoi Hook. f.: Neuseeland.[4]
- Coprosma ×conferta A.Cunn. (= Coprosma propinqua × Coprosma robusta): Neuseeland.[4]
- Coprosma cookei Fosberg: Rapa Iti.[4]
- Coprosma cordicarpa J.Cantley, Sporck-Koehler & Chau: Hawaii.[4]
- Coprosma crassifolia Colenso: Neuseeland.[4]
- Coprosma crenulata W.R.B.Oliv.: Südinsel von Neuseeland inkl. Stewart Island.[4]
- Coprosma cuneata Hook. f.: Südinsel von Neuseeland inkl. Stewart Island, Antipoden-Inseln[4]
- Coprosma cymosa Hillebr.: Hawaii.[4]
- Coprosma decurva Heads: Neuseeland.[4]
- Coprosma depressa Colenso ex Hook.f.: Neuseeland.[4]
- Coprosma divergens W.R.B.Oliv.: Östliches Neuguinea.[4]
- Coprosma dodonaeifolia W.R.B.Oliv.: Nordinsel von Neuseeland.[4]
- Coprosma dumosa (Cheeseman) G.T.Jane; Neuseeland.[4]
- Coprosma elatirioides de Lange & A.S.Markey: Südinsel von Neuseeland.[4]
- Coprosma elegans Utteridge: Neuguinea.[4]
- Coprosma elliptica W.R.B.Oliv.: Hawaii (Kauai).[4]
- Coprosma ernodeoides A.Gray: Hawaii.[4]
- Coprosma esulcata (F.Br.) Fosberg: Marquesas-Inseln.[4]
- Coprosma fatuhivaensis W.L.Wagner & Lorence: Marquesas-Inseln.[4]
- Coprosma foetidissima J.R.Forst. & G.Forst.: Neuseeland und Antipoden-Inseln.[4]
- Coprosma foliosa A.Gray: Hawaii.[4]
- Coprosma fowerakeri D.A.Norton & de Lange: Südinsel von Neuseeland.[4]
- Coprosma glabrata J.W.Moore: Raiatea.[4]
- Coprosma ×gracilicaulis Carse (= Coprosma rotundifolia × Coprosma tenuicaulis): Nordinsel von Neuseeland.[4]
- Coprosma ×gracilis A.Cunn. (= Coprosma lucida × Coprosma rhamnoides): Nordinsel von Neuseeland.[4]
- Coprosma grandifolia Hook.f.: Neuseeland.[4]
- Coprosma hirtella Labill.: Südöstliches Australien.[4]
- Coprosma hookeri Stapf: Borneo.[4]
- Coprosma huttoniana P.S.Green: Lord-Howe-Insel.[4]
- Coprosma inopinata I.Hutton & P.S.Green: Lord-Howe-Insel.[4]
- Coprosma intertexta G.Simpson: Südinsel von Neuseeland.[4]
- Coprosma kauensis (A.Gray) A.Heller: Hawaii (Kauai).[4]
- Coprosma × kirkii Cheeseman (= Coprosma acerosa × Coprosma repens): Nordinsel von Neuseeland.[4]
- Coprosma laevigata Cheeseman: Rarotonga.[4]
- Coprosma lanceolaris F.Muell.: Lord-Howe-Insel.[4]
- Coprosma linariifolia (Hook. f.) Hook. f.: Neuseeland.[4]
- Coprosma longifolia A.Gray: Hawaii (Oahu).[4]
- Coprosma lucida J.R.Forst. & G.Forst.: Neuseeland. Mit zwei Varietäten.[4]
- Coprosma macrocarpa Cheeseman: Nordinsel von Neuseeland.[4]
- Coprosma menziesii A.Gray: Hawaii.[4]
- Coprosma meyeri W.L.Wagner & Lorence: Marquesas-Inseln.[4]
- Coprosma microcarpa Hook. f.: Neuseeland.[4]
- Coprosma ×molokaiensis H.St.John (= Coprosma ochracea × Coprosma ternata): Hawaii (östliches Molokai).[4]
- Coprosma montana Hillebr.: Hawaii.[4]
- Coprosma moorei F.Muell. ex Rodway: Victoria (Australien) und Tasmanien.[4]
- Coprosma ×neglecta Cheeseman (= Coprosma repens × Coprosma rhamnoides): Nordinsel von Neuseeland.[4]
- Coprosma nephelephila J.Florence: Marquesas-Inseln.[4]
- Coprosma niphophila Orchard: Südöstliches New South Wales und Südinsel von Neuseeland.[4]
- Coprosma nitida Hook. f.: New South Wales, Victoria und Tasmanien.[4]
- Coprosma nivalis W.R.B.Oliv.: Südöstliches New South Wales bis zentrales Tasmanien.[4]
- Coprosma novaehebridae W.R.B.Oliv.: Vanuatu.[4]
- Coprosma obconica Kirk: Sie kommt in Neuseeland in zwei Unterarten vor.[4]
- Coprosma ochracea W.R.B.Oliv.: Hawaii.[4]
- Coprosma oliveri Fosberg: Juan-Fernández-Inseln.[4]
- Coprosma papuensis W.R.B.Oliv.: Sie kommt in drei Unterarten im östlichen Neuguinea vor.[4]
- Coprosma parviflora Hook.f.: Neuseeland.[4]
- Coprosma pedicellata Molly, P.J.Lange & B.D.Clarkson: Neuseeland.[4]
- Coprosma perpusilla Colenso: Sie kommt in zwei Unterarten im südöstlichen Australien, in Neuseeland und auf der Macquarieinsel vor.[4]
- Coprosma persicifolia A.Gray: Fidschi.[4]
- Coprosma petiolata Hook. f.: Kermadecinseln.[4]
- Coprosma petriei Cheeseman: Neuseeland.[4]
- Coprosma pilosa Endl.: Norfolkinsel.[4]
- Coprosma polymorpha W.R.B.Oliv.: Südinsel von Neuseeland.[4]
- Coprosma prisca W.R.B.Oliv.: Lord-Howe-Insel.[4]
- Coprosma propinqua A.Cunn.: Sie kommt in drei Varietäten in Neuseeland vor.[4]
- Coprosma pseudociliata G.T.Jane: Neuseeland.[4]
- Coprosma pseudocuneata W.R.B.Oliv. ex Garn.-Jones & Elder: Neuseeland.[4]
- Coprosma pubens A.Gray: Hawaii.[4]
- Coprosma pumila Hook.f.: Australien (östliches Victoria, zentrales Tasmanien).[4]
- Coprosma putida C.Moore & F.Muell.: Lord-Howe-Insel.[4]
- Coprosma pyrifolia (Hook. & Arn.) Skottsb.: Juan-Fernández-Inseln.[4]
- Coprosma quadrifida (Labill.) B.L.Rob.: Südöstliches Australien.[4]
- Coprosma raiateensis J.W.Moore: Raiatea.[4]
- Coprosma rapensis F.Br.: Rapa Iti.[4]
- Coprosma repens A.Rich.: Neuseeland.[4]
- Coprosma reticulata J.Florence: Marquesas-Inseln.[4]
- Coprosma rhamnoides A.Cunn.: Neuseeland.[4]
- Coprosma rhynchocarpa A.Gray: Hawaii.[4]
- Coprosma rigida Cheeseman: Neuseeland.[4]
- Coprosma robusta Raoul: Neuseeland und Chathaminseln.[4]
- Coprosma rotundifolia A.Cunn.: Neuseeland.[4]
- Coprosma rubra Petrie: Neuseeland.[4]
- Coprosma rugosa Cheeseman: Neuseeland und Antipoden-Inseln.[4]
- Coprosma savaiiensis Rech.: Samoa[4]
- Coprosma serrulata Hook. f.: Südinsel von Neuseeland.[4]
- Coprosma setosa J.W.Moore: Raiatea.[4]
- Coprosma spathulata A.Cunn.: Sie kommt in zwei Unterarten auf der Nordinsel von Neuseeland vor.[4]
- Coprosma stephanocarpa Hillebr.: Hawaii (Maui).[4]
- Coprosma strigulosa Lauterb.: Samoa.[4]
- Coprosma sundana Miq.: Java.[4]
- Coprosma ×tadgellii W.R.B.Oliv. (= Coprosma nitida × Coprosma nivalis): Victoria.[4]
- Coprosma tahitensis A.Gray: Tahiti und Austral-Inseln.[4]
- Coprosma talbrockiei L.B.Moore & R.Mason: Victoria und Südinsel von Neuseeland.[4]
- Coprosma temetiuensis W.L.Wagner & Lorence: Marquesas-Inseln.[4]
- Coprosma tenuicaulis Hook. f.: Neuseeland.[4]
- Coprosma tenuifolia Cheeseman: Nordinsel von Neuseeland.[4]
- Coprosma ternata W.R.B.Oliv.: Hawaii (östliches Molokai).[4]
- Coprosma velutina Fosberg: Austral-Inseln.[4]
- Coprosma virescens Petrie: Neuseeland.[4]
- Coprosma waima A.P.Druce: Nordinsel von Neuseeland.[4]
- Coprosma waimeae Wawra: Hawaii (Kauai).[4]
- Coprosma wallii Petrie: Südinsel von Neuseeland.[4]
- Coprosma wollastonii Wernham: Von den drei Varietäten sind zwei Lokalendemiten in Neuguinea und eine kommt in Neuguinea sowie auf Sulawesi vor.[4]